# Пий VII
Пий VII (на латински: Pius VII) е католически папа от 14 март 1800 до 20 август 1823. Светското име, с което е роден, е граф Грегорио Барнаба Николо Мариа Луиджи Киарамонти. Принадлежал към стар обеднял благороднически род. Майка му, Джована Киарамонти, била изключително набожна и в края на живота си, вече овдовяла, постъпила в Ордена на кармелитките. Двама от братята му стават йезуити, други двама – капуцини. Самият той постъпва в Бенедиктинския орден. Учил в Падуа, Парма и Рим. През 1782 г. става епископ на Тиволи, три години по-късно е избран за кардинал, а през 1800 г. вече е папа.
Известно е породилото се напрежение по време на неговото управление между папската власт и Наполеон Бонапарт. Така напр. когато през 1804 г. Наполеон се обявява за император на Франция, коронацията в Париж е извършена противно на традицията не от папата, а лично от самия Наполеон, който провъзгласява себе си и съпругата си Жозефина за новите императори. Бонапарт се разпореждал с Папската държава и имуществото ѝ по своя преценка и ги смятал за свой придатък. Впрочем през 1809 г. той ги провъзгласява за част от Франция. Пий VII бил подложен на натиск да се откаже от папската власт и напълно да се подчини на императорската. Едва на Виенския конгрес (1814 – 1815) папата си възвръща Папската област, пак тогава той възстановява и Ордена на йезуитите.